# Saturnia contigua
Saturnia contigua är en fjärilsart som beskrevs av Schultz. 1909. Saturnia contigua ingår i släktet Saturnia och familjen påfågelsspinnare. Inga underarter finns listade.